# Paul Wellens (rugby à XIII)
Pour les articles homonymes, voir Wellens.

a Compétitions nationales et continentales officielles uniquement.

b Matchs officiels uniquement.
Paul Wellens, né le 27 février 1980 à St Helens (Merseyside), est un joueur et entraîneur de rugby à XIII anglais évoluant au poste d'arrière, de centre, de demi de mêlée, de demi d'ouverture ou de troisième ligne dans les années 1990, 2000 et 2010.
Joueur symbole de St Helens RLFC entre 1998 et 2015 au poste d'arrière, il est un joueur de premier plan en Super League en remportant le titre à cinq reprises, ajoutés à deux titres de World Club Challenge et cinq titres de Challenge Cup. Il joue près de 500 fois pour ce club et y marque plus de 1 000 points. En 2006, il est désigné meilleur joueur et meilleur joueur de la finale de la Super League. Ses partenaires en club ont pour nom Sean Long, Paul Sculthorpe, Jamie Lyon, Leon Pryce, James Roby et James Graham.
En sélection, il compte onze sélections avec l'Angleterre, prenant part à deux éditions de la coupe du monde en 2000 et 2008, et vingt sélections avec la Grande-Bretagne avec une finale de Tri-Nations en 2004 perdue contre l'Australie.
Après sa retraite sportive, Paul Wellens rejoint l’organigramme de St Helens, travaillant avec la formation via l'académie et en tant que responsable de la performance des joueurs. En octobre 2022, il est nommé entraîneur du club de St Helens après avoir travaillé avec les deux précédents entraîneurs Justin Holbrook et Kristian Woolf.

## Biographie

### Jeunesse
Paul Wellens est le fils de Harry Wellens, ancien joueur amateur de rugby à XIII, et Julie. Son grand frère, Kevin Wellens, a joué pour St Helens dans les années 1980, et ses autres frères Brian et Ian pour des clubs amateurs, et enfin son beau-frère, Brian Parkes, a joué pour St Helens. Né dans le rugby à XIII, il connaît une formation permettant d'être appelé dans les équipes de rugby à XV et de XIII au niveau scolaire, dont pour ce dernier une rencontre contre la France à Perpignan en 1998. A 18 ans, Paul Wellens signe son premier contrat professionnel avec le club de St Helens RLFC et concrétise la réalisation d'un rêve dont son poste préféré est demi de mêlée.

### Joueur à St Helens
Il fait ses débuts en Super League avec St Helens RLFC le 30 août 1998 contre Halifax appelé par l'entraîneur Shaun McRae. Régulièrement remplaçant à partir de la saison 1999 où Wellens occupe successivement les postes de demi de mêlée, de centre ou d'arrière d'un club désormais entraîné par Ellery Hanley, il remporte son premier titre de Super League contre Bradford en débutant la finale sur le banc. En 2000, l'arrivée au poste d'entraîneur de St Helens, Ian Millward installe définitivement Paul Wellens à ce poste lors de la saison 2000, qu'il occupera durant plus de dix années, tandis que l'ancien titulaire, Paul Atcheson, part au cours de saison à Widnes.
Il est ainsi à compter de la saison 2000 un titulaire indiscutable de St Helens au poste d'arrière jusqu'en 2013.

### Après carrière et entraîneur

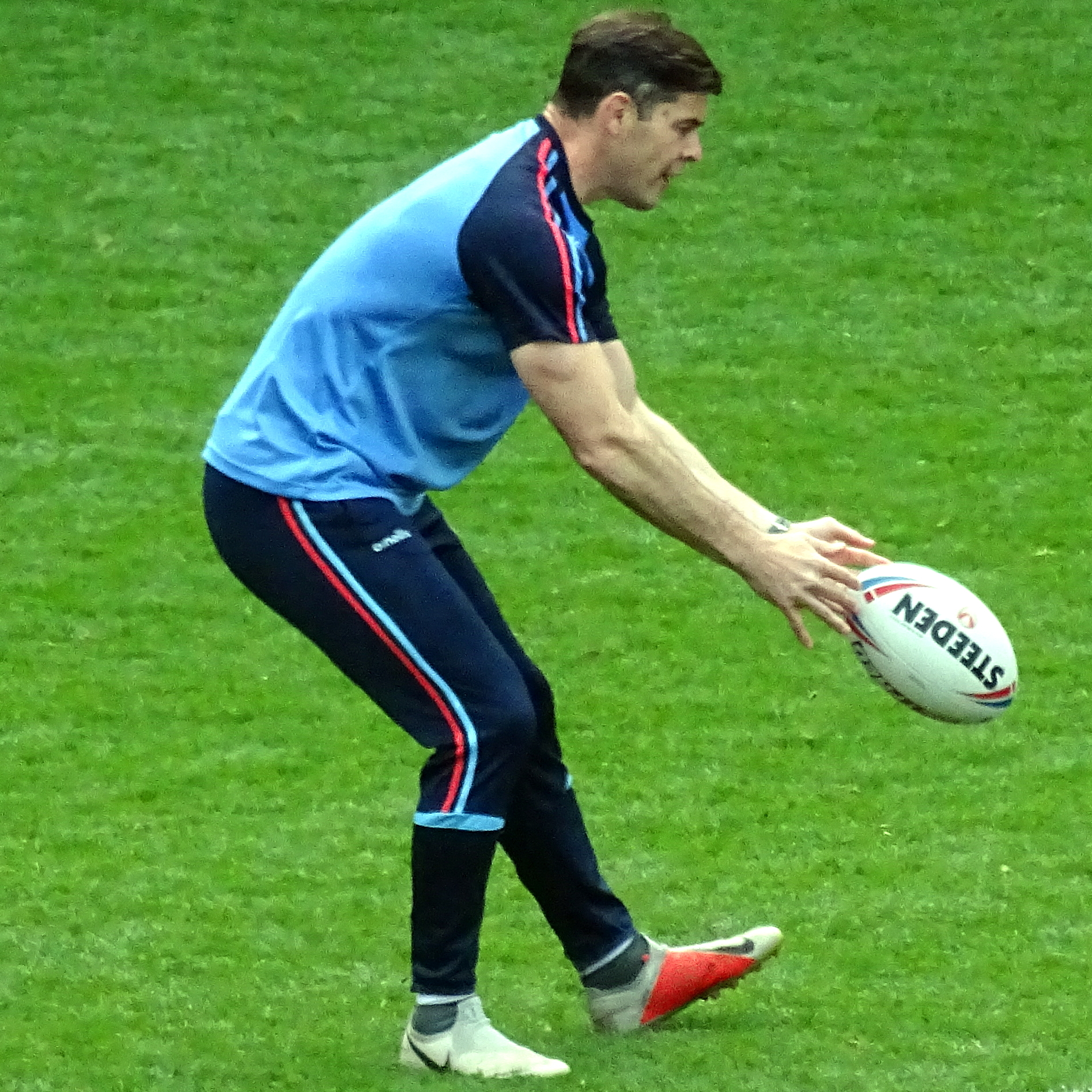
Paul Wellens en 2019.

Après sa retraite sportive, Paul Wellens rejoint l’organigramme de St Helens, travaillant avec la formation via l'académie et en tant que responsable de la performance des joueurs. En octobre 2022, il est nommé pour deux ans entraîneur du club de St Helens après avoir travaillé avec les deux précédents entraîneurs Justin Holbrook et Kristian Woolf, et s'adjoint les services du Français Laurent Frayssinous à ses côtés.

## Palmarès
- Collectif : 
  - Vainqueur du World Club Challenge : 2000 et 2003 (St Helens).
  - Vainqueur de la Super League : 1999, 2000, 2002, 2006 et 2014 (St Helens).
  - Vainqueur de la Challenge Cup : 2001, 2004, 2006, 2007 et 2008 (St Helens).
  - Finaliste du Tri-Nations : 2004 (Grande-Bretagne).
  - Finaliste de la Super League : 2007, 2008, 2009, 2010 et 2011 (St Helens).
  - Finaliste de la Challenge Cup : 2002 (St Helens).

- Individuel :
  - Meilleur joueur de la Super League : 2006 (St Helens).
  - Meilleur joueur de la finale de la Super League : 2006 (St Helens).
  - Élu meilleur joueur de la finale de la Challenge Cup : 2007 et 2008 (St Helens).
  - Nommé dans l'équipe de la Super League : 2005, 2006, 2007 et 2010 (St Helens).
  - Meilleur marqueur d'essais de la Super League : 2007 (St Helens).

### Détails en sélection
| Matchs internationaux de Paul Wellens                                  | Matchs internationaux de Paul Wellens                            | Matchs internationaux de Paul Wellens                            | Matchs internationaux de Paul Wellens                            | Matchs internationaux de Paul Wellens                            | Matchs internationaux de Paul Wellens                            | Matchs internationaux de Paul Wellens                            | Matchs internationaux de Paul Wellens                            | Matchs internationaux de Paul Wellens                            | Matchs internationaux de Paul Wellens                            | Matchs internationaux de Paul Wellens                            | Matchs internationaux de Paul Wellens                            |
| Matchs internationaux de Paul Wellens sous l'équipe d'Angleterre       | Matchs internationaux de Paul Wellens sous l'équipe d'Angleterre | Matchs internationaux de Paul Wellens sous l'équipe d'Angleterre | Matchs internationaux de Paul Wellens sous l'équipe d'Angleterre | Matchs internationaux de Paul Wellens sous l'équipe d'Angleterre | Matchs internationaux de Paul Wellens sous l'équipe d'Angleterre | Matchs internationaux de Paul Wellens sous l'équipe d'Angleterre | Matchs internationaux de Paul Wellens sous l'équipe d'Angleterre | Matchs internationaux de Paul Wellens sous l'équipe d'Angleterre | Matchs internationaux de Paul Wellens sous l'équipe d'Angleterre | Matchs internationaux de Paul Wellens sous l'équipe d'Angleterre | Matchs internationaux de Paul Wellens sous l'équipe d'Angleterre |
|                                                                        | Date                                                             | Adversaire                                                       | Résultat                                                         | Compétition                                                      | Poste                                                            | Points                                                           | Essais                                                           | Pen.                                                             | Drops                                                            |                                                                  |                                                                  |
| ---------------------------------------------------------------------- | ---------------------------------------------------------------- | ---------------------------------------------------------------- | ---------------------------------------------------------------- | ---------------------------------------------------------------- | ---------------------------------------------------------------- | ---------------------------------------------------------------- | ---------------------------------------------------------------- | ---------------------------------------------------------------- | ---------------------------------------------------------------- | ---------------------------------------------------------------- | ---------------------------------------------------------------- |
| 1.                                                                     | 28 octobre 2000                                                  | Australie                                                        | 2-22                                                             | Coupe du monde                                                   | Remplaçant                                                       | -                                                                | -                                                                | -                                                                | -                                                                |                                                                  |                                                                  |
| 2.                                                                     | 1er novembre 2000                                                | Russie                                                           | 76-4                                                             | Coupe du monde                                                   | Arrière                                                          | -                                                                | -                                                                | -                                                                | -                                                                |                                                                  |                                                                  |
| 3.                                                                     | 4 novembre 2000                                                  | Fidji                                                            | 66-10                                                            | Coupe du monde                                                   | Ailier                                                           | 8                                                                | 2                                                                | -                                                                | -                                                                |                                                                  |                                                                  |
| 4.                                                                     | 11 novembre 2000                                                 | Irlande                                                          | 26-16                                                            | Coupe du monde                                                   | Arrière                                                          | -                                                                | -                                                                | -                                                                | -                                                                |                                                                  |                                                                  |
| 5.                                                                     | 18 novembre 2000                                                 | Nouvelle-Zélande                                                 | 6-49                                                             | Coupe du monde                                                   | Ailier                                                           | -                                                                | -                                                                | -                                                                | -                                                                |                                                                  |                                                                  |
| 6.                                                                     | 31 juillet 2001                                                  | Pays de Galles                                                   | 42-33                                                            | Test-match                                                       | Arrière                                                          | 4                                                                | 1                                                                | -                                                                | -                                                                |                                                                  |                                                                  |
| 7.                                                                     | 27 juin 2008                                                     | France                                                           | 56-8                                                             | Test-match                                                       | Arrière                                                          | 4                                                                | 1                                                                | -                                                                | -                                                                |                                                                  |                                                                  |
| 8.                                                                     | 25 octobre 2008                                                  | Papouasie-Nlle-Guinée                                            | 32-22                                                            | Coupe du monde                                                   | Arrière                                                          | -                                                                | -                                                                | -                                                                | -                                                                |                                                                  |                                                                  |
| 9.                                                                     | 2 novembre 2008                                                  | Australie                                                        | 4-52                                                             | Coupe du monde                                                   | Arrière                                                          | -                                                                | -                                                                | -                                                                | -                                                                |                                                                  |                                                                  |
| 10.                                                                    | 8 novembre 2008                                                  | Nouvelle-Zélande                                                 | 24-36                                                            | Coupe du monde                                                   | Arrière                                                          | -                                                                | -                                                                | -                                                                | -                                                                |                                                                  |                                                                  |
| 11.                                                                    | 15 novembre 2008                                                 | Nouvelle-Zélande                                                 | 22-32                                                            | Coupe du monde                                                   | Arrière                                                          | -                                                                | -                                                                | -                                                                | -                                                                |                                                                  |                                                                  |
| Matchs internationaux de Paul Wellens sous l'équipe de Grande-Bretagne |                                                                  |                                                                  |                                                                  |                                                                  |                                                                  |                                                                  |                                                                  |                                                                  |                                                                  |                                                                  |                                                                  |
|                                                                        | Date                                                             | Adversaire                                                       | Résultat                                                         | Compétition                                                      | Poste                                                            | Points                                                           | Essais                                                           | Pen.                                                             | Drops                                                            |                                                                  |                                                                  |
| 1.                                                                     | 26 octobre 2001                                                  | France                                                           | 42-12                                                            | Test-match                                                       | Ailier                                                           | 4                                                                | 1                                                                | -                                                                | -                                                                |                                                                  |                                                                  |
| 2.                                                                     | 11 novembre 2001                                                 | Australie                                                        | 20-12                                                            | Test-match                                                       | Remplaçant                                                       | -                                                                | -                                                                | -                                                                | -                                                                |                                                                  |                                                                  |
| 3.                                                                     | 17 novembre 2001                                                 | Australie                                                        | 12-40                                                            | Test-match                                                       | Remplaçant                                                       | -                                                                | -                                                                | -                                                                | -                                                                |                                                                  |                                                                  |
| 4.                                                                     | 24 novembre 2001                                                 | Australie                                                        | 8-28                                                             | Test-match                                                       | Arrière                                                          | -                                                                | -                                                                | -                                                                | -                                                                |                                                                  |                                                                  |
| 5.                                                                     | 12 juillet 2002                                                  | Australie                                                        | 10-64                                                            | Test-match                                                       | Centre                                                           | -                                                                | -                                                                | -                                                                | -                                                                |                                                                  |                                                                  |
| 6.                                                                     | 30 octobre 2004                                                  | Australie                                                        | 8-12                                                             | Tri-Nations                                                      | Arrière                                                          | -                                                                | -                                                                | -                                                                | -                                                                |                                                                  |                                                                  |
| 7.                                                                     | 6 novembre 2004                                                  | Nouvelle-Zélande                                                 | 22-12                                                            | Tri-Nations                                                      | Arrière                                                          | -                                                                | -                                                                | -                                                                | -                                                                |                                                                  |                                                                  |
| 8.                                                                     | 13 novembre 2004                                                 | Australie                                                        | 24-12                                                            | Tri-Nations                                                      | Arrière                                                          | -                                                                | -                                                                | -                                                                | -                                                                |                                                                  |                                                                  |
| 9.                                                                     | 20 novembre 2004                                                 | Nouvelle-Zélande                                                 | 26-24                                                            | Tri-Nations                                                      | Arrière                                                          | -                                                                | -                                                                | -                                                                | -                                                                |                                                                  |                                                                  |
| 10.                                                                    | 27 novembre 2004                                                 | Australie                                                        | 4-44                                                             | Tri-Nations                                                      | Arrière                                                          | -                                                                | -                                                                | -                                                                | -                                                                |                                                                  |                                                                  |
| 11.                                                                    | 30 octobre 2005                                                  | Nouvelle-Zélande                                                 | 42-26                                                            | Tri-Nations                                                      | Arrière                                                          | -                                                                | -                                                                | -                                                                | -                                                                |                                                                  |                                                                  |
| 12.                                                                    | 6 novembre 2005                                                  | Australie                                                        | 6-20                                                             | Tri-Nations                                                      | Arrière                                                          | -                                                                | -                                                                | -                                                                | -                                                                |                                                                  |                                                                  |
| 13.                                                                    | 12 novembre 2005                                                 | Nouvelle-Zélande                                                 | 38-12                                                            | Tri-Nations                                                      | Arrière                                                          | -                                                                | -                                                                | -                                                                | -                                                                |                                                                  |                                                                  |
| 14.                                                                    | 28 juin 2006                                                     | Nouvelle-Zélande                                                 | 46-14                                                            | Test-match                                                       | Arrière                                                          | -                                                                | -                                                                | -                                                                | -                                                                |                                                                  |                                                                  |
| 15.                                                                    | 28 octobre 2006                                                  | Nouvelle-Zélande                                                 | 14-18                                                            | Tri-Nations                                                      | Arrière                                                          | 4                                                                | 1                                                                | -                                                                | -                                                                |                                                                  |                                                                  |
| 16.                                                                    | 4 novembre 2006                                                  | Australie                                                        | 23-12                                                            | Tri-Nations                                                      | Arrière                                                          | 4                                                                | 1                                                                | -                                                                | -                                                                |                                                                  |                                                                  |
| 17.                                                                    | 11 novembre 2006                                                 | Nouvelle-Zélande                                                 | 4-34                                                             | Tri-Nations                                                      | Arrière                                                          | -                                                                | -                                                                | -                                                                | -                                                                |                                                                  |                                                                  |
| 18.                                                                    | 18 novembre 2006                                                 | Australie                                                        | 210-33                                                           | Tri-Nations                                                      | Arrière                                                          | 2                                                                | -                                                                | 1                                                                | -                                                                |                                                                  |                                                                  |
| 19.                                                                    | 27 octobre 2007                                                  | Nouvelle-Zélande                                                 | 20-14                                                            | Test-match                                                       | Arrière                                                          | -                                                                | -                                                                | -                                                                | -                                                                |                                                                  |                                                                  |
| 20.                                                                    | 3 novembre 2007                                                  | Nouvelle-Zélande                                                 | 44-0                                                             | Test-match                                                       | Arrière                                                          | 4                                                                | 1                                                                | -                                                                | -                                                                |                                                                  |                                                                  |
| 21.                                                                    | 10 novembre 2007                                                 | Nouvelle-Zélande                                                 | 28-22                                                            | Test-match                                                       | Arrière                                                          | -                                                                | -                                                                | -                                                                | -                                                                |                                                                  |                                                                  |

### En club
| Saison | Club           | Compétition  | Matchs | Points | Essais | Buts | Drop |
| ------ | -------------- | ------------ | ------ | ------ | ------ | ---- | ---- |
| 1998   | St Helens RLFC | Super League | 3      | -      | -      | -    | -    |
| 1999   | St Helens RLFC | Super League | 34     | 35     | 6      | 5    | 1    |
| 2000   | St Helens RLFC | Super League | 31     | 52     | 13     | -    | -    |
| 2001   | St Helens RLFC | Super League | 36     | 68     | 15     | 4    | -    |
| 2002   | St Helens RLFC | Super League | 32     | 54     | 11     | 5    | -    |
| 2003   | St Helens RLFC | Super League | 30     | 42     | 10     | 1    | -    |
| 2004   | St Helens RLFC | Super League | 33     | 52     | 12     | 2    | -    |
| 2005   | St Helens RLFC | Super League | 31     | 82     | 19     | 3    | -    |
| 2006   | St Helens RLFC | Super League | 33     | 88     | 22     | -    | -    |
| 2007   | St Helens RLFC | Super League | 31     | 126    | 24     | 15   | -    |
| 2008   | St Helens RLFC | Super League | 31     | 30     | 7      | 1    | -    |
| 2009   | St Helens RLFC | Super League | 31     | 72     | 16     | 4    | -    |
| 2010   | St Helens RLFC | Super League | 26     | 80     | 20     | -    | -    |
| 2011   | St Helens RLFC | Super League | 28     | 56     | 14     | -    | -    |
| 2012   | St Helens RLFC | Super League | 29     | 96     | 24     | -    | -    |
| 2013   | St Helens RLFC | Super League | 25     | 20     | 4      | -    | -    |
| 2014   | St Helens RLFC | Super League | 31     | 48     | 12     | -    | -    |
| 2015   | St Helens RLFC | Super League | 4      | 4      | 1      | -    | -    |